# Мерлеево (Тульская область)
Мерлеево (также Мерлево) — исчезнувшая деревня  в Тульской области России. В настоящее время — урочище Мерлеево, с точки зрения административно-территориального устройства в Поповском сельском округе.

## География
Находилась  в пределах северо-восточного склона Среднерусской возвышенности, в подзоне широколиственных лесов, южнее деревень Берёзовка и Торчково, и западнее дер. Глебово.

### Климат
Климат характеризуется как умеренно континентальный, с ярко выраженными сезонами года. Средняя температура воздуха летнего периода — 16 — 20 °C (абсолютный максимум — 38 °С); зимнего периода — −5 — −12 °C (абсолютный минимум — −46 °С). Снежный покров держится в среднем 130—145 дней в году. Среднегодовое количество осадков — 650—730 мм.

## История
По дореволюционному административному делению — сельцо, входило в состав Извольской волости Алексинского уезда. Относилась к приходу Храма во имя Преображения Господня Спас-Конино Спас-Конинской волости Алексинского уезда Тульской губернии.